# Вахи, Аннели
Аннели Вахи (эст. Annely Vahi; род. 4 января 2002, Таллин) — эстонская фигуристка, выступавшая в одиночном катании. Бронзовый призёр чемпионата Эстонии (2017).

## Биография
Начала заниматься фигурным катанием в 2006 году. Тренировалась в родном Таллине. Большую часть своей карьеры (10 лет) тренировалась в клубе “Oiler” у тренера Ирины Фроловой. Затем в клубе “Olympic Iluuisutamiskool“, где тренером была семикратная чемпионка Эстонии Елена Глебова. После этого тренировалась у Ирины Кононовой в клубе “Kristalluisk”. Вне льда Вахи увлекалась пением.
В сезоне 2016/17 совмещала юниорские и взрослые выступления. На международной арене в том сезоне она завоевала две серебряные медали — в рамках юниорских турниров Coupe de Printemps и Volvo Open Cup. В свою очередь, на национальном уровне фигуристка стала бронзовой медалисткой взрослого чемпионата Эстонии. Среди девяти участниц тех соревнований Вахи заняла третье место в обеих программах.
В следующем сезоне, который являлся олимпийским, Вахи участвовала в отборе к Играм. За единственное место в эстонской сборной она боролась с Кристиной Шкулетой-Громовой и Герли Лийнамяэ. На турнире Lombardia Trophy 2017 Вахи заняла второе место среди эстонок, уступив Шкулете-Громовой. Благодаря такому результату именно Шкулета-Громова отправилась на Nebelhorn Trophy, где разыгрывались последние олимпийские квоты. Но она не достигла необходимого результата, таким образом сборная Эстонии осталась без представительства на Олимпиаде в женском одиночном катании.
В продолжении олимпийского сезона Вахи участвовала в двух турнирах-челленджерах. Была четырнадцатой на Finlandia Trophy и двадцать первой на Tallinn Trophy. Пропустив следующий сезон, она вернулась на соревновательный лёд в 2020 году. По возвращении она заняла шестое место национального чемпионата и финишировала восьмой в рамках Tallink Hotels Cup.
Личным рекордом фигуристки по системе ISU стали 137,05 баллов, которые она набрала на Finlandia Trophy 2017. Тогда Вахи исполнила ряд тройных прыжков — флип, риттбергер, сальхов и тулуп, а также за все три вращения получила максимальный четвёртый уровень. Помимо катания она профессионально занимается пением, исполнив женскую вокальную партию в одной из своих программ — «Ла-Ла Ленд».

## Программы
| Сезон   | Короткая программа                        | Произвольная программа        |
| ------- | ----------------------------------------- | ----------------------------- |
| 2017/18 | - «María de Buenos Aires» Астор Пьяццолла | - «Ла-Ла Ленд» Джастин Гурвиц |

## Результаты
| Tallink Hotels Cup          |    |    | 8 |
| Finlandia Trophy            |    | 14 |   |
| Tallinn Trophy              |    | 21 |   |
| Lombardia Trophy            |    | 21 |   |
| Международные среди юниоров |    |    |   |
| Гран-при Италии             |    | 17 |   |
| Tallinn Trophy              | 12 |    |   |
| Volvo Open Cup              | 2  |    |   |
| Coupe de Printemps          | 2  |    |   |
| Национальные                |    |    |   |
| Чемпионат Эстонии           | 3  | 5  | 6 |